# Gleditsia triacanthos
Gleditsia triacanthos (espinheiro-da-Virgínia) é uma espécie de planta com flor pertencente à família Fabaceae. 
A autoridade científica da espécie é L., tendo sido publicada em Species Plantarum 2: 1056–1057. 1753.
Como o seu próprio nome indica, tem muito espinhos. Estes são uma defesa contra insectos predadores e, no caso do ser humano, deve evitar-se o contacto sem a devida protecção (luvas).
A sua madeira é utilizada na construção de estruturas como pavimentos e carroçarias de veículos de carga ou em carpintaria, para mobiliário maciço.

## Portugal
Trata-se de uma espécie presente no território português, nomeadamente em Portugal Continental.
Em termos de naturalidade é introduzida na região atrás indicada.

## Protecção
Não se encontra protegida por legislação portuguesa ou da Comunidade Europeia.